# 完全な真空
『完全な真空』（かんぜんなしんくう、波: Doskonała próżnia）は、1971年にポーランドの作家スタニスワフ・レムにより発表された、実在しない書籍に対する架空の書評集である。『完全な真空』はレムの作品集であると見なすことも可能であり、ある書評は読者に対してレムのSF小説の草稿を連想させ、宇宙論からコンピュータの普及などの科学的な話題に関する哲学的な思索の断片が読み取れる。その一方で、別の書評にはヌーヴォー・ロマンからポルノグラフィ、『ユリシーズ』、著者の無い本、ドストエフスキーにまで至る、あらゆる書籍に対する風刺とパロディが含まれている。

## 内容
実在しない書籍の書評というアイデアは、ホルヘ・ルイス・ボルヘスによる『ハーバート・クエインの作品の検討』などに先例が見られるように、レム独自のものではないが、そういった架空の書評を集めた一冊の書評集というアイデアは、レム独自のものである。レムはそれぞれの架空の書籍に対して、異なった架空の著者と架空の評者を創作することを試みた。レム自身の言葉によれば、「私は様々な形式の模倣に挑みました――それは、書評、講義、プレゼンテーション、（ノーベル賞受賞者の）演説などです」との通りである。ある書評は専ら物語に焦点が当てられた陽気なものであるが、別の書評はより真剣な学術的考察を含んでいる。ある書評はパロディであったり、あるいは書評されている本そのものがパロディ作品であったり、実現不可能なものであったりする。別の書評は非常に真面目なものであり、レム自身がそれを書くための時間を取れなかった小説の草稿のようにも見える。この書評集において、レムはポスト・モダン主義者の「戯れのための戯れ」というエトスを批判し、その手法自体をもってその手法に反論したのだと見ることもできる。

## 収録されている書評
スタニスワフ・レム『完全な真空』読書人出版所、ワルシャワ。
Stanisław Lem. Doskonała próżnia. Warszawa: Czytelnik
実在しない書物の書評というアイデアはレム氏独自のものではない。それは、ラブレーによる『ガルガンチュワとパンタグリュエル』ですら最初の例とは言えないほど古くからあるアイデアである。しかし、 『完全な真空』が一風変わっているのは、そういった架空の書評だけを集めて一冊のアンソロジーを目指す点にある。レム氏の意図は首尾一貫した衒学趣味なのか、それとも悪ふざけなのか？　私には悪ふざけのように思われる…。
　『完全な真空』は純文学、ヌーヴォー・ロマン、SF、文化論、宇宙論など、16冊の〈実在しない書物〉を、大まじめにときにユーモラスに論じた架空書評集。
マルセル・コスカ『ロビンソン物語』書肆スィユ、パリ。
Marcel Costat. Les Robinsonades. Paris: Éditions du Seuil
無人島に漂流したセルジュ・Nは、空想の中から召使や侍女を呼び出し、孤島生活を楽しもうとするが、状況は次第に混乱し、島は想像上の群衆でいっぱいになってしまう…。
パトリック・ハナハン『ギガメシュ』トランスワールド出版社、ロンドン。
Patrick Hannahan. Gigamesh. London: Tranworld Publishers

サイモン・メリル『性爆発』ウォーカー＆カンパニー、ニューヨーク。
Simon Merrill. Sexplosion. New York: Walker & Company
化学物質NOSEXによって世界中の人々から性欲が失われ人類絶滅の危機が訪れる近未来SF。
アルフレート・ツェラーマン『親衛隊少将ルイ十六世』ズアカンプ社、フランクフルト。
Alfred Zellermann. Gruppenführer Louis XVI. Frankfurt: Suhrkampf Verlag
南米のジャングル奥地に18世紀フランス王国を再建した元ナチス親衛隊少将の奇怪な宮廷生活をえがく。
ソランジュ・マリオ『とどのつまりは何も無し』真昼書房、パリ。
Solange Marriot. Rien du tout, ou la conséquence. Paris: Éditions du Midi
「列車は着かなかった。彼は来なかった…」否定に否定を積み重ね、無限に後退を続ける語り手。アンチ・ロマンの辛辣なパロディ。
ヨアヒム・フェルセンゲルト『逆黙示録』真夜中書房、パリ。
Joachim Fersebngeld. Perycalypsis. Paris: Éditions de Minuit

ジャン・カルロ・スパランツァーニ『白痴』モンダドーリ書房、ミラノ。
Gian Carlo Spallanzani. Idiota. Milano: Mondadori Editore

『あなたにも本が作れます』。
 Do yourself a book

クノ・ムラチェ『イサカのオデュッセウス』。
Kuno Mlatje. Odys z Itaki
世に埋もれた〈第一級の天才〉を見出さんと〈精神の金羊毛を求める探検隊〉を組織し、探索を続ける青年の奇妙な冒険譚。
レイモン・スーラ『てめえ』ドゥノエル書店、パリ。
Raymond Seurat. Toi. Paris: Editions Denoël

アリスター・ウェインライト『ビーイング株式会社』アメリカン・ライブラリー、ニューヨーク。
Alistar Waynewright. Being Inc.. New York: American Library
コンピュータ・ネットによって人生のあらゆる局面を演出する〈ビーイング社〉の企業戦略と、その結果実現したすべてがあらかじめ設定された世界…。
ヴィルヘルム・クロッパー『誤謬としての文化』ウニヴェルシタス書店、ベルリン。
Wihelm Klopper. Die Kultur als Fehler. Berlin: Universitas Verlag

ツェザル・コウスカ『生の不可能性について』『予知の不可能性について』 全二巻、国立新文学研究所、プラハ。
Cezar Kouska. De Impossibilitate Vitae/De Impossibilitate Prognoscendi. Praha: Státní Nakladatelství N. Lit.
著者の生誕の可能性を産出するため、両親のロマンスから紀元前250万年の造山活動までさかのぼってしまう抱腹絶倒の確率論。
アーサー・ドブ『我は僕ならずや』パーガモン・プレス。
Arthur Dobb. Non serviam. Pergamon Press
道徳的ジレンマの核心となるAI（人工知能）のアイデアによる精巧な風刺。それは近い将来に有力な科学雑誌に掲載されるかもしれないような書評のドライなスタイルで書かれている。この書評はアーサー・ドブ教授による本書『我は僕ならずや』と、これを介した「パーソネティクス」の分野、コンピューター内での真に知的な存在（「パーソノイド」）のシミュレートされた作成について説明している。説明は「［パーソネティクスは］これまでに人間の創造した最も残酷な科学」という引用から始まる。レムは、博識な評論家にパーソネティクスの一般理論、その歴史と最新の技術、およびその結果のいくつかを説明させて、その分野の専門家の仕事を自由に引用している。さらに、書評子は本書から、ドブ教授が記録したパーソノイドの哲学者であるADAN300の議論を引用している。ADAN300は自分は（未知の）創造者に何を負っているかを考える。このパーソノイドは自分自身が自由意志を持っていると信じていることは明らかである（すなわち、“non serviam”、つまり自分は「［神に］奉仕しない」ことを選択できる）。「最終的にこの世界を終わらせなければならない」というドブ教授のジレンマを表現する引用により書評は終わる。

『新しい宇宙創造説』。
 The New Cosmology
コスモスを創造者たちのゲームの産物とみて、〈ゲームの理論〉によって宇宙の発生と成長を論じるサイバネティック宇宙論。アルフレッド・テスタ教授のノーベル賞受賞講演。

スタニスワフ・レム 著、沼野充義・工藤幸雄・長谷見一雄 訳『完全な真空』（日本語版）国書刊行会、東京。
「完全な真空」日本語版の解説の代わりに収められた書評。最初の英訳が出版された1979年に出た『タイム』誌（1979年1月29日号）のR・Z・シェパード氏の書評と『ニューヨークタイムズ・ブック・レビュー』誌（1979年2月11日付）のジョイス・キャロル・オーツ氏の書評が紹介されている。

## 書誌情報

### 原書
- Lem, Stanisław (1971) (ポーランド語). Doskonała próżnia. Czytelnik
- Lem, Stanisław (2008-12-09) (ポーランド語), Doskonała próżnia (Hardcover ed.), Agora SA, ISBN 978-83-755-2406-2

### 英訳
- Lem, Stanisław Kandel, Michael訳 (1979) (英語), A Perfect Vacuum (Hardcover ed.), Harcourt Brace Jovanovich, ISBN 978-0-15-171697-5
- Lem, Stanisław Kandel, Michael訳 (1983-04-20) (英語), A Perfect Vacuum (paperback ed.), Mariner Books, ISBN 978-0-15-671686-4
- Lem, Stanisław Kandel, Michael訳 (1999-11-25) (英語), A Perfect Vacuum, Northwestern University Press, ISBN 978-0-8101-1733-4

### 日本語訳
- スタニスワフ・レム 著、沼野充義・工藤幸雄・長谷見一雄 訳『完全な真空』国書刊行会〈文学の冒険〉、1989年11月。ISBN 978-4-336-02470-1。
- スタニスラフ・レム、深見弾 訳「『集団指揮官ルイ十六世』」『SFマガジン』第17巻第3号、早川書房、1976年3月、102-112頁。
- スタニスワフ・レム、工藤幸雄 訳「今月の海外短篇 偽りの王国――架空の書評集より」『すばる』第1巻第3号、集英社、1979年7月、118-134頁。 - 「親衛隊少将ルイ十六世」の日本語訳。
- D・R・ホフスタッター、D・C・デネット  編著 著、雨宮民雄 訳「第19章　我が身、僕にあらざらんことを」『マインズ・アイ　コンピュータ時代の「心」と「私」』 〈下〉、坂本百大 監訳、ティビーエス・ブリタニカ、1984年1月。ISBN 978-4-484-00182-1。
  - D・R・ホフスタッター、D・C・デネット  編著 著、雨宮民雄 訳「第19章　我が身、僕にあらざらんことを」『マインズ・アイ　コンピュータ時代の「心」と「私」』 〈下〉、坂本百大 監訳、ティビーエス・ブリタニカ、1992年10月。ISBN 978-4-484-92127-3。
- スタニスワフ・レム、沼野充義 訳「ヨアヒム・フェルゼンゲルト著『ペリカリプシス』真夜中書房（パリ）」『SFオデッセイ　小説と科学の冒険』中央公論増刊号1198号、中央公論社、1985年10月25日。
- スタニスワフ・レム、沼野充義 訳「fictional fiction『あなたにも本が作れます』」『ユリイカ』第18巻(第1号)通巻231号、青土社、1986年1月、40-45頁。
- スタニスワフ・レム 著、沼野充義・工藤幸雄・長谷見一雄 訳『完全な真空』河出書房新社〈河出文庫 レ4-1〉、2020年1月20日。ISBN 978-4-309-46499-2。[注釈 2]